# ألفرد جونز (لاعب كرة قدم)
ألفرد جونز (بالإنجليزية: Alfred Jones)‏ (1 يناير 1897 في المملكة المتحدة - ) هو لاعب كرة قدم بريطاني (وحمل سابقاً جنسية المملكة المتحدة لبريطانيا العظمى وأيرلندا) في مركز الهجوم. لعب مع ستوك سيتي ونادي كرو ألكساندرا وCongleton Town F.C. ‏.